# Xylota taibaishanensis
Xylota taibaishanensis är en tvåvingeart som beskrevs av He och Chu 1997. Xylota taibaishanensis ingår i släktet vedblomflugor, och familjen blomflugor. Inga underarter finns listade i Catalogue of Life.